# Krageholmssjön
Krageholmssjön este o arie protejată (arie specială de conservare — SAC, sit de importanță comunitară — SCI) din Suedia întinsă pe o suprafață de 221,4 ha, integral pe uscat.

## Localizare
Centrul sitului Krageholmssjön este situat la coordonatele 55°30′05″N 13°44′43″E / 55.5014°N 13.7453°E.

## Înființare
Situl Krageholmssjön a fost declarat sit de importanță comunitară în iulie 2000 pentru a proteja 2 specii de animale. Situl a fost protejat și ca arie specială de conservare în martie 2011.

## Biodiversitate
Situată în ecoregiunea continentală, aria protejată conține 4 habitate naturale: Păduri de stejar sau de stejar și carpen sub-atlantice și medio-europene de Carpinion betuli, Liziere de ierburi înalte hidrofile de câmpie și de nivel montan până la alpin, Păduri aluvionare cu Alnus glutinosa și Fraxinus excelsior (Alno-Padion, Alnion incanae, Salicion albae), Lacuri eutrofice naturale cu vegetație de tip Magnopotamion sau Hydrocharition.
La baza desemnării sitului se află mai multe specii protejate:
- nevertebrate (1): Graphoderus bilineatus
- pești (1): zvârluga (Cobitis taenia)